# Oktjabrskaja (metrostation Moskou, Kaloezjsko-Rizjskaja-lijn)
Oktjabrskaja (Russisch: Октябрьская, uitspraakⓘ) is een station aan de Kaloezjsko-Rizjskaja-lijn van de Moskouse metro. Het is op 13 oktober 1962 als noordelijke eindpunt van Kaljoezjsko-radius (Oktjabrskaja – Novye Tsjerjomoesjki)  geopend. Het werd, net als het gelijknamige station aan de Koltsevaja-lijn genoemd naar het Oktoberplein, het huidige Kaloezjskajaplein.

## Metroverkeer
Aanvankelijk was er op de Kaljoezjsko-radius sprake van een eilandbedrijf, bovendien werden slechts vijf van de zes gebouwde stations geopend voor reizigers. Het rollend materieel was ondergebracht in depot Sokol en werd via een enkelsporige tunnel vanaf Novokoeznetskaja aan en afgevoerd. In 1964 kwam het eigen depot, de naamgever van de lijn, Kaloezjskaja in bedrijf dat tot 1974 tevens dienst deed als zuidelijk eindpunt. De verbindingstunnel is in 1983 ook op lijn 9 aangesloten zodat rollend materieel via Oktjabrskaja kon worden aangevoerd naar de nieuwe lijn. Het enkelspoor ten noorden van Oktjabrskaja werd gebruikt als keerspoor voor de metro's uit het zuiden. Op 30 december 1970 werd de lijn verder naar het noorden verlengd en sindsdien ligt het enkelspoor tussen de doorgaande sporen naar het noorden. Het eerste station ten zuiden van Oktjabrskaja, Sjabolovskaja, was ondergronds al in 1962 gereed maar werd pas in 1980 geopend. Op 31 december 1971 werden de Kaljoezjsko-radius en de Rizjskaja-radius uit 1958 met elkaar verbonden zodat lijn 6 ontstond. In maart 2002 passeerden 25.500 reizigers per dag de ingang van het station. De eerste trein naar het noorden vertrekt doordeweeks om 5:50 uur, in het weekeinde op even dagen om 5:53 uur, op oneven dagen om 5:50 uur. In zuidelijke richting wordt op oneven dagen vertrokken om 5:56 uur, op even dagen doordeweeks om 5:55 uur in het weekeinde om 5:57 uur. 

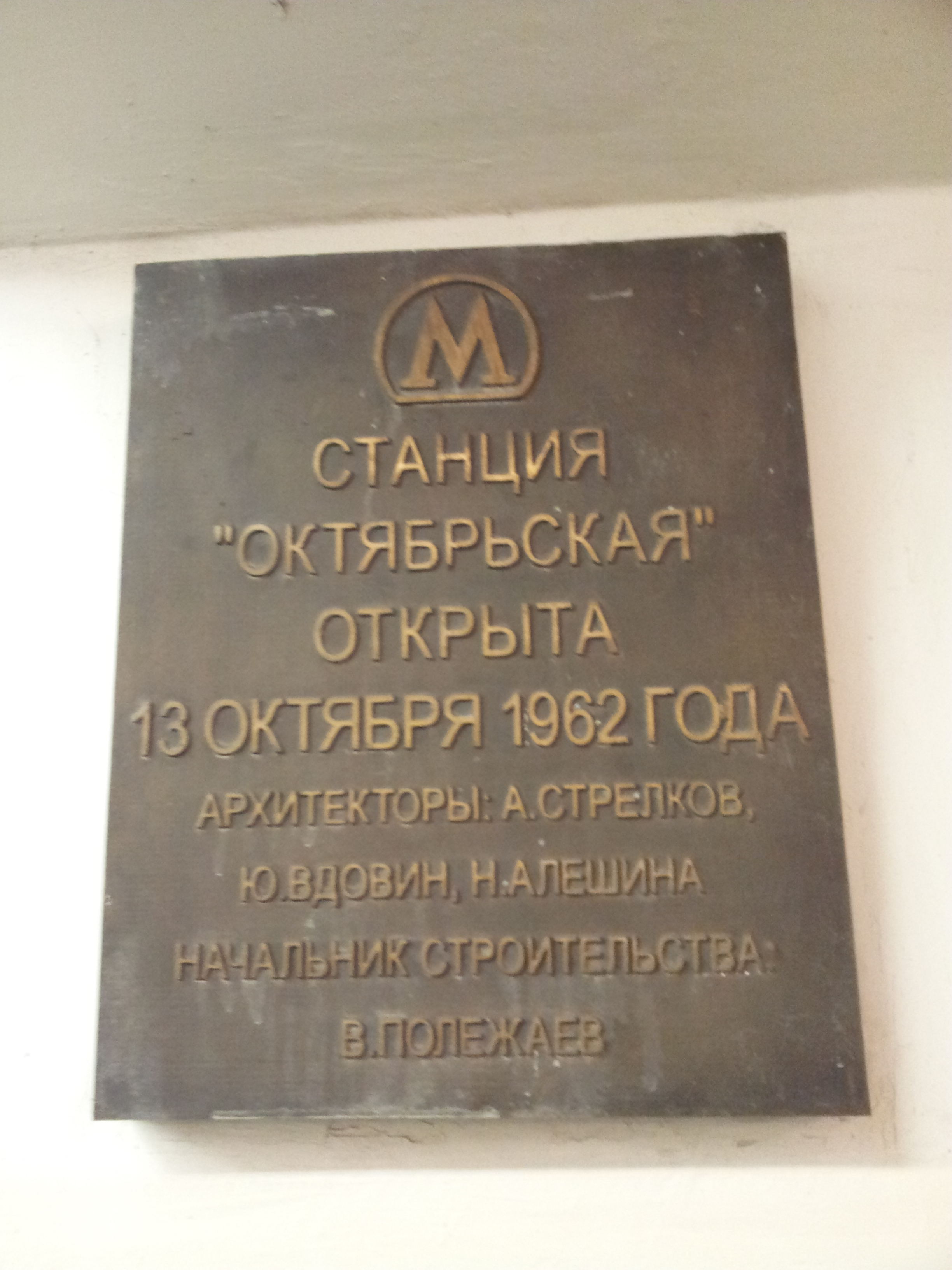
Het officiële naambord
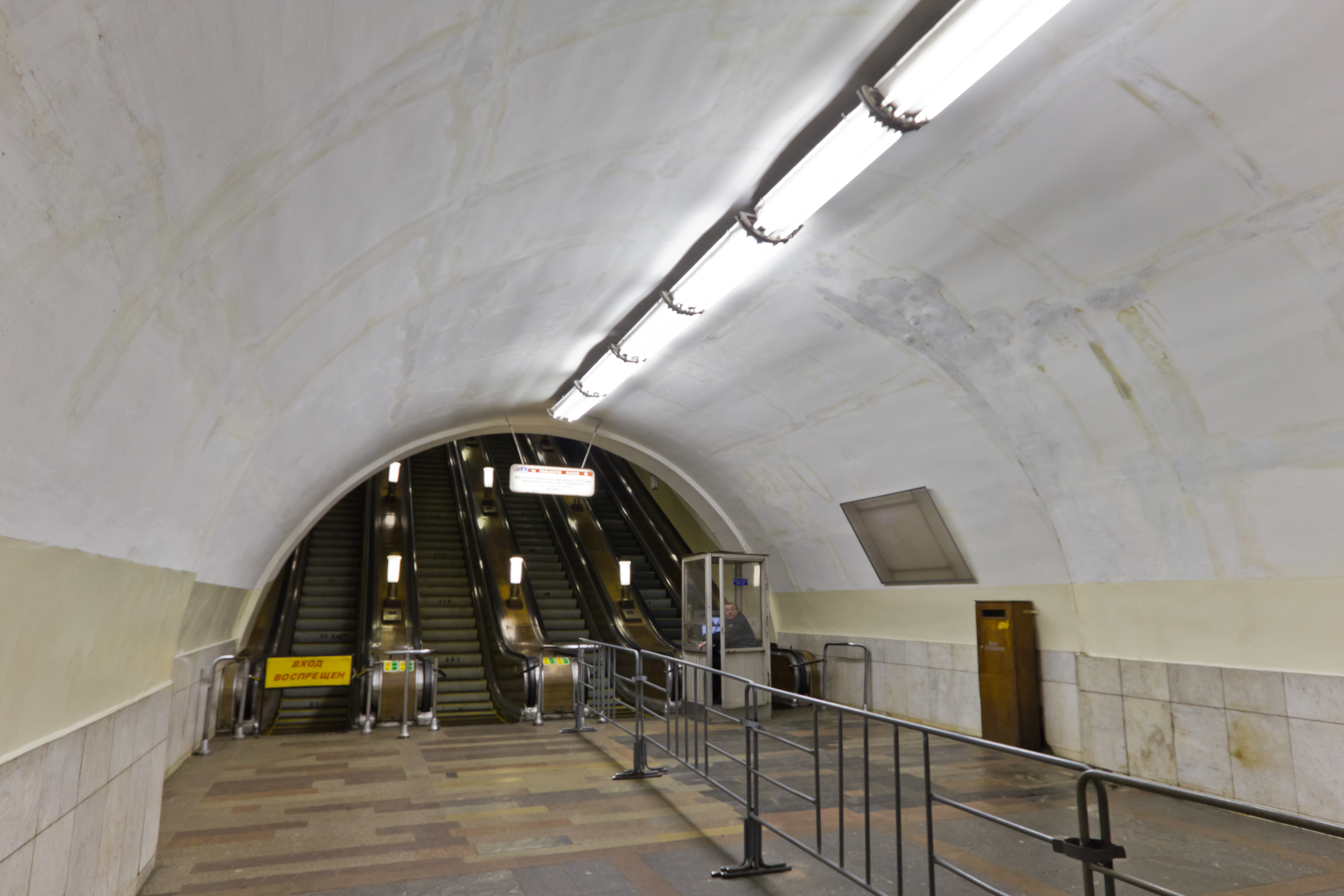
De roltrappen aan de zuidkant
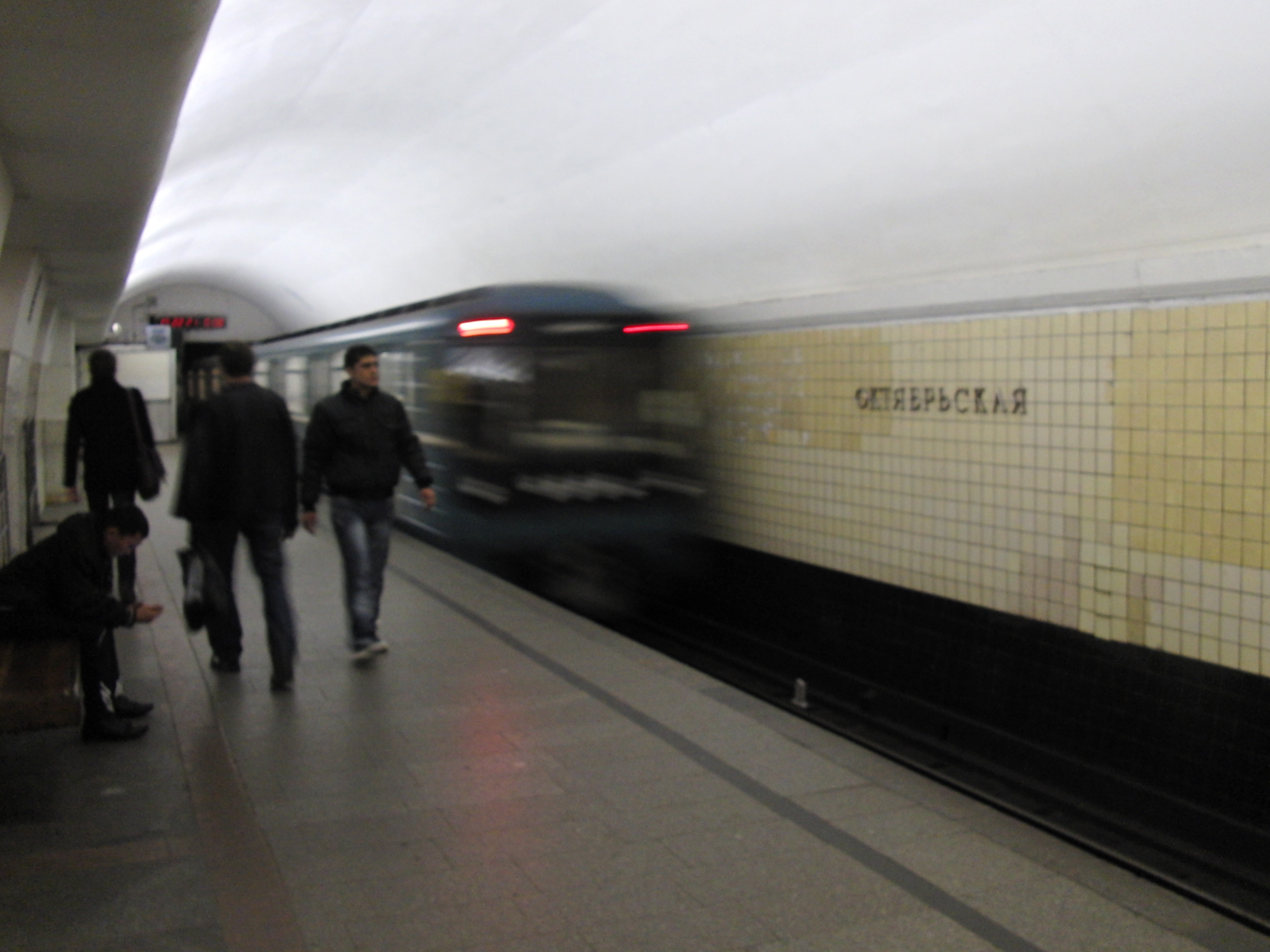
Het perron

## Ontwerp en inrichting
Het pylonenstation op 50 meter diepte werd ontworpen door de architecten A.F. Strelkova, N.A. Aljosjina en J.V. Vdovina. Het station werd gebouwd door de bouw- en installatiegroep 8 van metrostroi onder leiding van P.S. Boertsjeva. Voor het eerst werden voorgemonteerde onderdelen gebruikt tijdens de bouw van een pylonenstation. De diameter van de middenhal bedraagt 8,5 meter. De pylonen zijn afgezet met lichtgrijs marmer, terwijl de vloeren bestaan uit rood en grijs graniet. De verlichting bevindt zich in de lijst tussen het gewelf en de pylonen en zorgt voor een indirecte verlichting. De tunnelwanden langs het spoor zijn onder perronhoogte met zwarte en daarboven met witte tegels betegeld. Overstappers kunnen aan de zuidkant van de middenhal per roltrap naar de Koltsevaja-lijn. De roltrappen aan de noordkant verbinden de middenhal en het toegangsgebouw. Het toegangsgebouw staat aan de Grote Jakimankastraat vlak voor de westgevel van het ministerie van Binnenlandse zaken. Het rechthoekige gebouw heeft een ronde verdeelhal met kaartverkoop en toegangspoortjes.

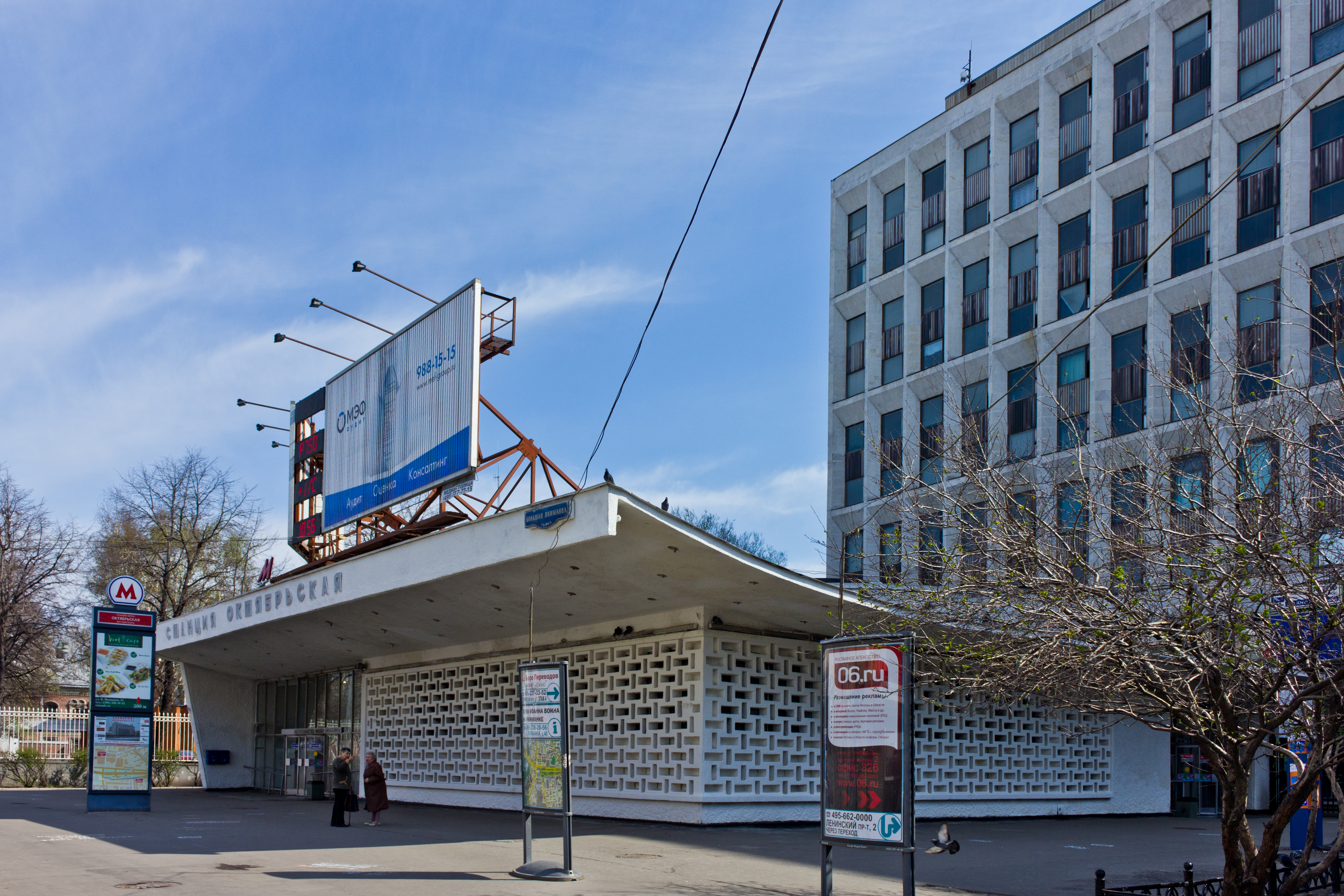
Het toegangsgebouw
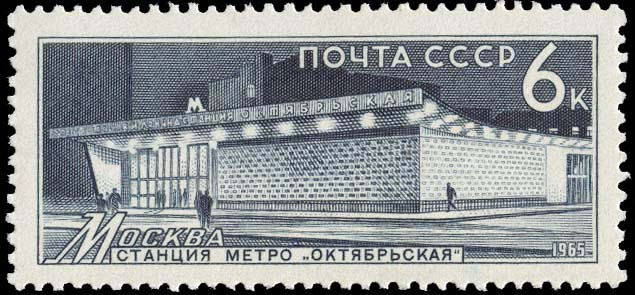
Op een postzegel ter gelegenheid van 30 jaar metro nog zonder reclameborden
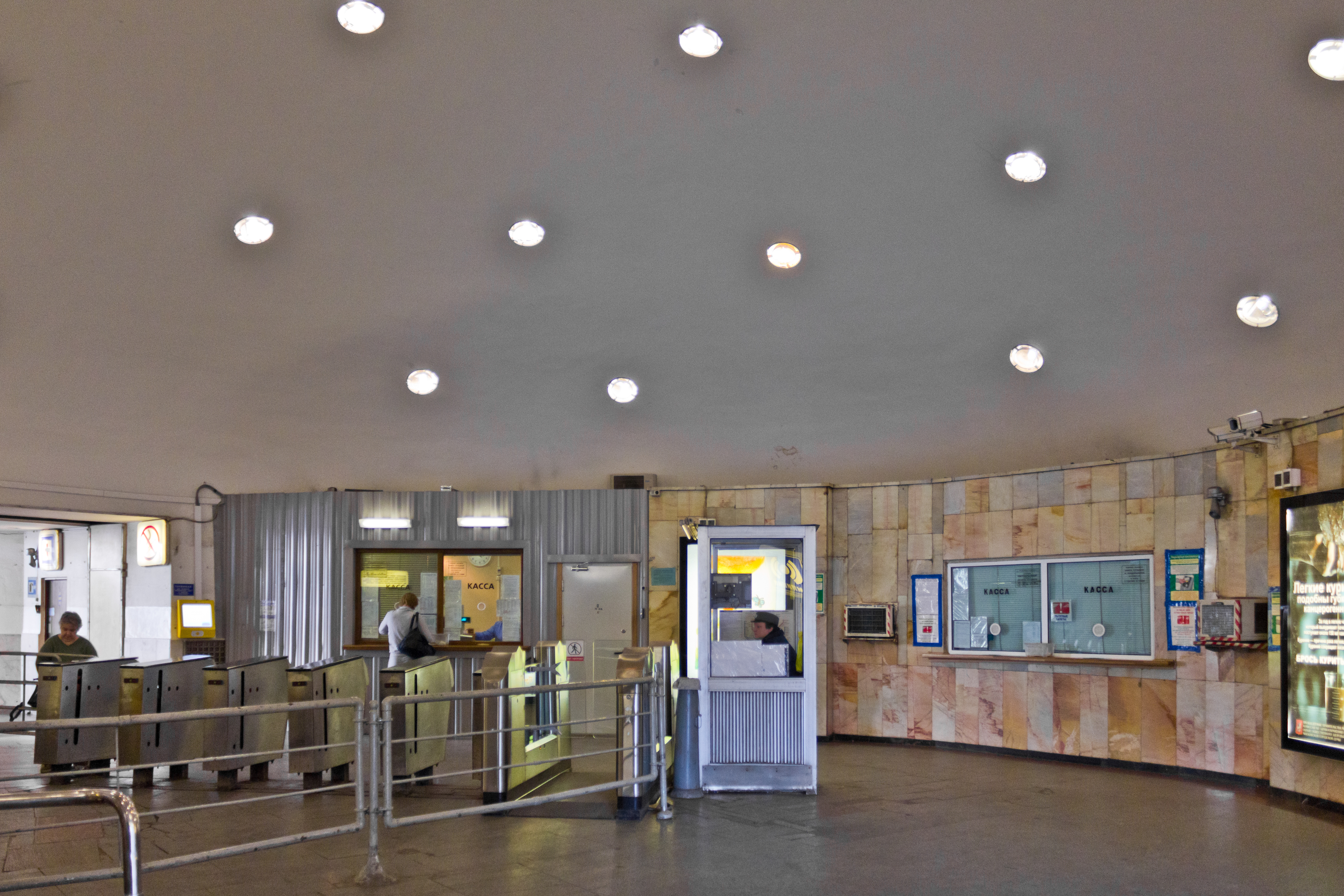
De stationshal

## Ongeval
Op 10 juni 1981 brak tussen Tretjakovskaja en Oktjabrskaja brand uit in de houten accuruimte onder de vloer van een metrorijtuig. Hierbij vielen volgens sommige bronnen zeven doden terwijl andere geen slachtoffers meldden. Wel liepen verschillende brandweerlieden een rookvergiftiging op tijdens het blussen en vier rijtuigen brandden volledig uit.